# Prezident rady nad apelacemi
Prezident rady nad apelacemi, často uváděn jen jako prezident nad apelacemi (německy Präsident des Appelationsgerichts in Böhmen nebo Appelationspräsident, případně Appellationsgericht-Präsident) stál v čele apelačního soudu (latinsky consilium apellationum), oficiálně rady nad apelacemi. Obnovené zřízení zemské (1627) ho zařadilo na osmé místo v kolegiu dvanácti nejvyšších zemských úřadů (beneficiarii supremi) Českého království. Vybírán byl z panského stavu. 

## Historie
Apelační soud organizovaný na základě římského práva byl založen Ferdinandem I. (českým králem 1526–1564) po potlačení prvního stavovského protihabsburského povstání (1546–1547) dne 20. ledna 1548. Jednalo se o královský odvolací soud pro městské soudy a další soudy, proti jejichž rozsudkům se dalo odvolat (u zemských soudů příslušných pro šlechtickou obec možnost odvolání nebyla). Prezident i přísedící soudu (radové) byli placenými úředníky, proto soud mohl zasedat nepřetržitě. Všichni (prezident z panského stavu a 13 radů: dva páni, tři rytíři, 4 měšťané pražští a čtyři doktoři práva) byli jmenováni panovníkem. Radové byli vzdělanými právníky a tvořili plně byrokratický aparát. Prezidenti byli téměř výlučně jmenováni z řad vyšší šlechty, v předbělohorské době především z katolíků nebo alespoň loajálních evangelíků. Zpočátku se nejednalo o prestižní pozici, v pozdějším období hodnost prezidenta mohla znamenat slušné završení aristokratické kariéry. Obnovené zřízení zemské vydané pro Čechy v roce 1627 nahradilo ve sboru nejvyšších zemských úředníků zrušený úřad karlštejnského purkrabí (úřad zanikl v roce 1625) prezidentem nad apelacemi. Prezident rady nad apelacemi byl jmenován po roce 1627 pouze na pět let, přísahal králi, nikoliv také stavům, jak to bylo běžné u nejvyšších zemských úředníků v předbělohorské době. Do zániku místodržitelského kolegia v roce 1748 byl jedním z jeho jedenácti řádných členů. Ministerským nařízením z 6. dubna 1850 se z apelačního soudu stal vrchní zemský soud a nakonec jen vrchní soud.

## Seznam prezidentů nad apelacemi v Českém království
- 1548 (20. 1.) – 1570 Ladislav II. Popel z Lobkowicz na Chlumci a Jistebnici (1501 – 18. 12. 1584 Praha-Malá Strana; chlumecká linie)[2][3]
- 1570 (9. 6.) – 1577 Jan V. Popel z Lobkowicz na Točníku (1521 nebo 1527 – 18. 6. 1590; chlumecká linie)[4][3]
- 1577 (22. 11.) – 1585 Jan Bezdružický z Kolowrat na Bystrém († 1604 Bystré)
- 1585 (19. 2.) – 1590 (11. 9.) Jiří mladší Popel z Lobkowicz na Duchcově (1. 3. 1556 – 11. 9. 1590; duchcovská linie)[5][3]
- 1592 (16. 3.) – 1603 Kryštof Popel z Lobkowicz zvaný Tlustý na Pátku a Tachově (28. 4. 1549 Horšovský Týn – 25. 5. 1609 Praha)[6][3]
- 1603–1609 Ferdinand z Donína
- 1609–1616 Jan Zbyněk Zajíc z Hazmburka († 1616)
- 1616 (21. 10.) – 1619 Bedřich z Talmberka na Vlašimi († 13. 10. 1643) - poprvé
- 1619–1620 Václav Budovec z Budova (+ 21. 6. 1621 Praha, popraven)
- 1621 – (?) 1643 (13. 10.) Bedřich z Talmberka na Vlašimi († 13. 10. 1643) - podruhé
- 1643 (4. 11.) – 1644 Bernard Ignác Jan z Martinic (20. 8. 1614 – 7. 1. 1685 Praha)
- 1644 (23. 8.) – 1650 Jan Hartwig z Nostitz (1610 Kunzendorf – 24. 3. 1683 Vídeň)[7]
- 1650 (28. 9.) – 1651 (13. 5.) Ferdinand Arnošt z Valdštejna (kolem 1622 Vídeň? – 22. 5. 1656 Praha)[8]
- 1651 (15. 7.) – 1667 František Karel Libštejnský z Kolovrat (13. 5. 1620 Innsbruck – 5. 5. 1700 Brno)[9]
- 1667 (23. 7.) – 1683 František Oldřich Kinský (1634 Chlumec nad Cidlinou – 27. 2. 1699 Vídeň)
- 1683 (8. 4.) – 1685 Jan František Bruntálský z Vrbna (3. 11. 1634 – 22. 8. 1705)
- 1685 (24. 3.) Karel Maxmilián Lažanský z Bukové (1639–1695)
- 1688 (17. 3.) – 1690 Václav Norbert Oktavián Kinský (1. 4. 1642 – 3. 1. 1719 Vídeň)[7]
- 1690 (12. 10.) – 1696 Václav Vojtěch ze Šternberka (9. 2 1643 Bechyně – 25. 1. 1708 Praha)
- 1696 (30. 4.) – 1700 (6. 3.) Ignác Karel ze Šternberka († 6. 3. 1700)
- 1700 (3. 9.) – 1704 Maxmilián Norbert Krakovský z Kolowrat (14. 6. 1660 – 25. 3. 1721)
- 1704 (29. 5.) – 1705 František Karel Přehořovský z Kvasejovic (1644 –  6. 11. 1723 Praha)
- 1705 (21. 7.) – 1712 Jan Josef z Vrtby (1669 – 14. 9. 1737)
- 1712 (18. 5.) – 1717 Jan Arnošt ze Schaffgotsche (27. 12. 1675 Dobromierz – 11. 7. 1747 Praha)
- 1717 (5. 9.) – 1749 (24. 9.) Václav František z Kokořova († 24. 9. 1749)
- 1749 (16. 11.) – 1757 Josef Vilém Nostic (27. 7. 1706 Vídeň – 10. 1. 1787 Praha)
- 1757 (10. 10.) – 1762 Karel Fridrich Hatzfeld
- 1762 – 1789 (14. 9.) František Xaver Věžník (1711  – 14. 9. 1789)
- 1789 (21. 9.) – 1804 (25. 2.) Jan Václav Špork († 25. 2. 1804)
- 1804 (5. 5.) – 1805 Josef František z Wallis (31. 8. 1767 Praha – 18. 11. 1818 Vídeň)
- 1805 (9. 3.) František Karg z Bebenburka († 8. 5. 1808)
- 1805 (27. 6.) – 1822 Jan Kazimír Deym
- 1822 (12. 6.) – 1832 (?) Heřman Hess, úřad zastával v době korunovace Ferdinanda V. Dobrotivého v roce 1836, zároveň byl tehdy i nejvyšším zemským hofmistrem[10]

## Seznam viceprezidentů u apelací v Českém království
- 1627 (30. 9.) – 1628 Jiří Adam Bořita z Martinic (1602 Smečno – 6. 11. 1651)
- 1659 (1. 2.) – 1667 Adolf Vratislav ze Šternberka (1627 Postoloprty – 4. 9. 1703 Zásmuky)
- 1667 (15. 11.) – 1683 Jan František Bruntálský z Vrbna (3. 11. 1634 – 22. 8. 1705)
- 1690 (26. 3.) Ignác Karel ze Šternberka († 6. 3. 1700)
- 1700 (28. 8.) – 1725 (14. 8.) František Maxmilián Hartmann z Klarštejna († 14. 8. 1725)
- 1725 (8. 4.) – 1736 Filip Josef Kinský (1. 5. 1700 Praha – 12. 1. 1749 Vídeň)
- 1736 (20. 2.) – 1744 (21. 10.) Karel Josef Novohradský z Kolowrat († 21. 10. 1744)
- 1747 (9. 3) František Karel Wratislav († 25. 2. 1759)
- 1757 (7. 11.) – 1759 (11. 4.) Alexander z Mnichu († 11. 4. 1759)
- 1759 (17. 5.) – 1764 Jan Václav Špork
- 1765 (19. 2.) – 1781 František Arnošt z Wallis
- 1782 (1. 10.) – 1792 František Václav Kager ze Štampachu
- 1792 (5. 7.) František z Běšín
- 1793 (21. 1.) – 1804 František Karg z Bebenburka
- 1804 (7. 7.) – 1820 Leopold Ottmar Günther ze Šterneka († 18. 6. 1823)
- 1821 (23. 9.) – 1824 Leopold Špork
- 1824 (21. 7.) – 1826 Kryštof Herman Šindler z Rottenhaag
- 1826 (19. 8.) – 1830 Rafael Nell z Nellenburka
- 1830 (11. 12.) – 1832 Jan Lexa z Ährentalu